# Godło Kirgistanu
Godło Kirgistanu – oficjalny symbol państwowy republiki jest dziełem A. Abdrajewa i S. Dubanajewa; zatwierdzony został 14 stycznia 1994 r.
W godle przedstawiony jest białozór Manas – bohater kirgiskiego eposu pod tym samym tytułem, z rozpostartymi skrzydłami, co symbolizuje wolność kraju. W godle znajduje się także wizerunek tzw. perły Kirgistanu – jeziora Issyk-kul, okrążony przez wysokie skalne grzbiety kirgiskich gór. Wierzchołki gór przedstawione są tak, że oświetlone słońcem przypominają tradycyjne kirgiskie nakrycie głowy, tzw. kałpak. W godle znajduje się także wizerunek wschodzącego słońca – symbolu odrodzenia, nowego początku. Dokoła godła znajduje się napis z nazwą kraju w języku kirgiskim: Кыргыз Республикасы.

Godło to zastąpiło symbol narodowy z czasów ZSRR, który, rzecz rzadko spotykana w godłach republik radzieckich, obok klasycznych symboli tego kraju, zawartych w godle ZSRR, posiadał liczne elementy nawiązujące do specyfiki kraju i do pewnego stopnia przypominał aktualne godło. 

## Historyczne wersje godła

Godło Kirgiskiej Socjalistycznej Republiki Radzieckiej w latach 1936–1937
Godło Kirgiskiej Socjalistycznej Republiki Radzieckiej
Godło w latach 1994–2016